# Peter Madsen (Comiczeichner)

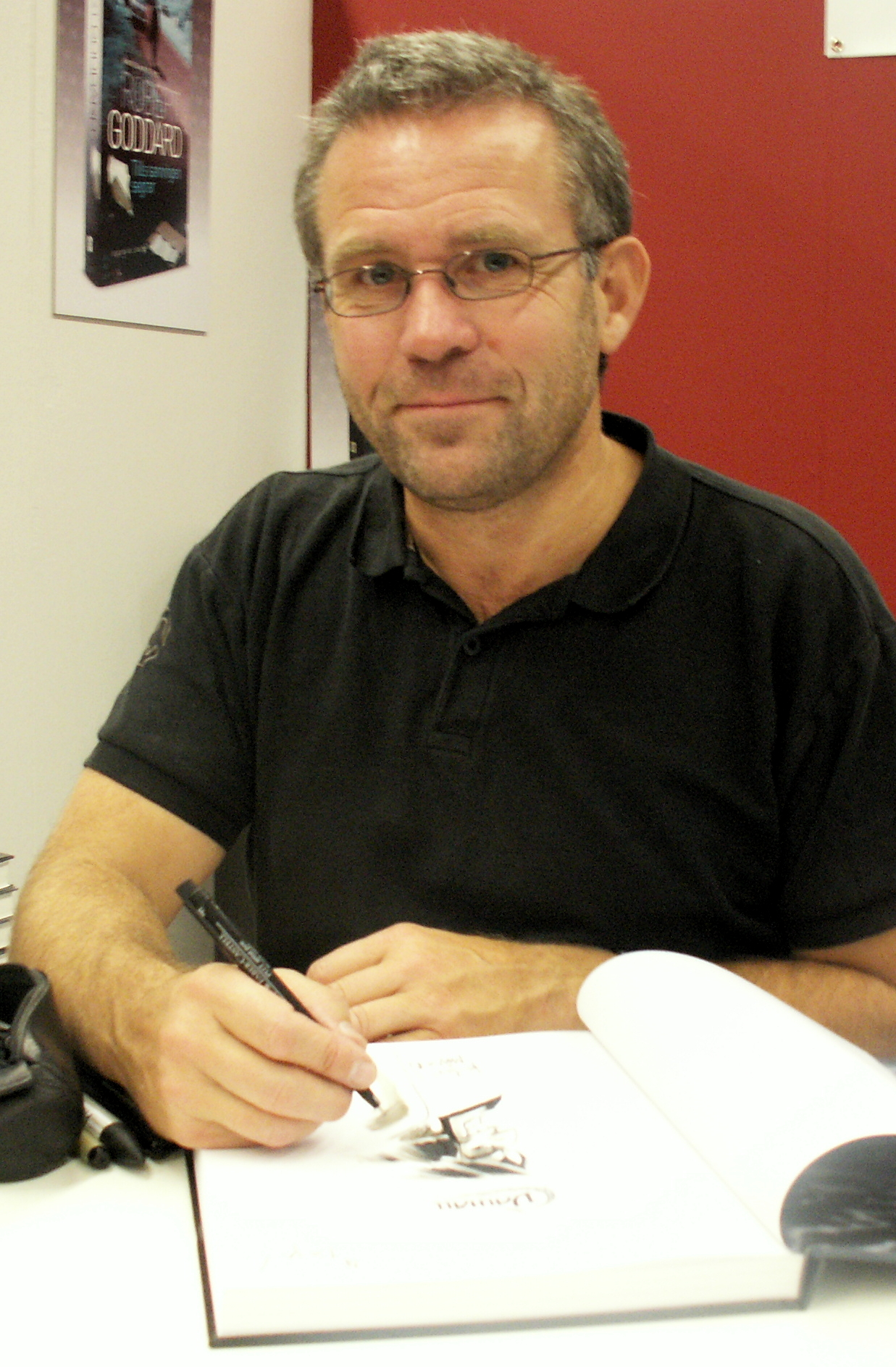
Peter Madsen, 2012

Peter Madsen (* 12. Mai 1958 in Århus, Dänemark) ist ein dänischer Comiczeichner, Illustrator, Drehbuchautor und Filmregisseur.

## Leben und Werk
Peter Madsen, geboren 1958 in Århus, wuchs an zwölf verschiedenen Orten in Dänemark auf. Ursprünglich wollte Madsen Medizin studieren, zog er es dann jedoch vor, Illustrator und Geschichtenerzähler zu werden. Er debütierte im Jahr 1973 mit mehreren Anläufen in Seriemagasinet.
Auf Initiative des Comic-Verlags Interpresse war Peter Madsen 1977 mit Henning Kure in den Prozess der Erstellung der humorvollen Wikinger-Serie Walhalla involviert. Von 1979 bis 2009 veröffentlichte der Verlag eine 15-teilige Albenreihe zum Themenkomplex dieser nordischen Mythologie und Sagenwelt. 
Im Jahr 1990 erschien ein Album basierend auf seinen Erfahrungen als junger Medizinstudent. Im selben Jahr wurde der Comic zum Album des Jahres vom dänischen Comic Book Conference gewählt.
Neben der Arbeit an Walhalla ist Peter Madsen noch als Illustrator, Maler, Designer und Dozent tätig. International bekannt wurde Madsen vor allem als Drehbuchautor und Regisseur, als er den von ihm gezeichneten Comic 1986 auch erfolgreich als Trickfilmanimation Walhalla umsetzte. Die Musik zum Film komponierte der britische Komponist Ron Goodwin.
Peter Madsen lebt und arbeitet in Silkeborg mit seiner Frau und vier Kindern.

## Auszeichnungen
- 1981: Kinderbuchpreis des Bunds dänischer Schulbibliothekare für Valhalla – Ulven er løs[2]
- 1986: Cannes Junior für Walhalla (Film)[3]
- 1989: Ping-Preis des Dänischen Comicpreises[4]
- 1990: Preis in der Kategorie Bestes gezeichnetes dänisches Album für Grønlandsk dagbog[4]
- 1991: Preise in den Kategorien Bestes dänisches Album, Bestes gezeichnetes dänisches Album und Bestes koloriertes dänisches Album für Valhalla – Ormen i dybet[4]
- 1992: norwegischer Sproing-Preis in der Kategorie Bestes ausländisches Album für Valhalla – Frejas smykke[5]
- 1995: Preis in der Kategorie Bestes koloriertes dänisches Album für Menneskesønnen[4]
- 1996: Prix international de la BD chrétienne francophone beim Festival International de la Bande Dessinée d’Angoulême für Menneskesønnen[2]
- 1999: SAS-Preis in der Kategorie Bestes nordisches Album für Valhalla – Mysteriet om digtermjøden[2]
- 2003: norwegischer Sproing-Preis in der Kategorie Bestes ausländisches Album für Menneskesønnen[5]
- 2005: Preis der Dänischen Bibelgesellschaft
- 2005: Nominierung für den Astrid-Lindgren-Gedächtnis-Preis
- 2006: Nominierung für den Astrid-Lindgren-Gedächtnis-Preis
- 2007: Nominierung für denAstrid-Lindgren-Gedächtnis-Preis
- 2008: Orla-Preis in der Kategorie Bestes Comicalbum für Walhalla #14 und The Wall
- 2008: Nominierung für den Astrid-Lindgren-Gedächtnis-Preis
- 2009: Nominierung für den Astrid-Lindgren-Gedächtnis-Preis

## Filmografie

### Als Regisseur
- 1986: Walhalla

### Als Drehbuchautor
- 1986: Walhalla (Valhalla)
- 1987: Quark (Fernsehserie) (Figuren)